# Divisione di Griffith
La divisione di Griffith è una divisione elettorale australiana nello stato del Queensland. Essa fu creata nel 1934, quando il vecchio seggio di Oxley venne abolito, ed il suo nome è dedicato a Sir Samuel Griffith, nono premier del Queensland e principale revisore della costituzione australiana. Dal 1998 al 2014 il seggio è stato rappresentato da Kevin Rudd, primo ministro dal 2007 al 2010 e nel 2013.

## Rappresentanti
| Deputato        | Deputato         | Partito   | Periodo   |
| --------------- | ---------------- | --------- | --------- |
|                 | Francis Baker    | Laburista | 1934–1939 |
| William Conelan | 1939–1949        | Laburista |           |
|                 | Douglas Berry    | Liberale  | 1949–1954 |
|                 | Wilfred Coutts   | Laburista | 1954–1958 |
|                 | Arthur Chresby   | Liberale  | 1958–1961 |
|                 | Wilfred Coutts   | Laburista | 1961–1966 |
|                 | Donald Cameron   | Liberale  | 1966–1977 |
|                 | Ben Humphreys    | Laburista | 1977–1996 |
|                 | Graeme McDougall | Liberale  | 1996–1998 |
|                 | Kevin Rudd       | Laburista | 1998–2014 |
| Terri Butler    | 2014–attuale     | Laburista |           |